# Хоббіт (кінотрилогія)
«Хоббіт» (англ. The Hobbit) — серія з трьох пов'язаних єдиним сюжетом кінофільмів режисера Пітера Джексона, що являє собою вільну екранізацію роману Дж. Р. Р. Толкіна «Гобіт, або Туди і звідти».
Трилогія складається з фільмів: «Хоббіт: Несподівана подорож» (2012), «Хоббіт: Пустка Смога» (2013), «Хоббіт: Битва п'яти воїнств» (2014). Вони розповідають про пригоди гобіта Більбо Беґінза, чарівника Ґандальфа і тринадцяти гномів на шляху до гори Еребор, через Лихолісся, Езґарот і Дейл до епічної боротьби з драконом Смоґом. Серія також є приквелом до кінотрилогії «Володар перснів». Вікові обмеження всіх трьох фільмів: дітям старше 12 років.
Головні ролі виконали: Ієн Мак-Келлен, Мартін Фріман, Річард Армітедж, Кейт Бланшетт, Крістофер Лі, Бенедикт Камбербетч, Лі Пейс, Сильвестр Мак-Кой, Люк Еванс, Орландо Блум і Еванджелін Ліллі.
Світова прем'єра фільму «Хоббіт: Несподівана подорож» відбулася 28 листопада 2012 року в Веллінгтоні, Нова Зеландія. 12 грудня фільм вийшов в прокат в Новій Зеландії, 13 грудня — у Великій Британії, 14 грудня — в США, а 19 грудня — в Україні. «Хоббіт: Пустка Смоґа» вийшов 13 грудня 2013 року. Світова прем'єра третьої частини, «Хоббіт: Битва п'яти воїнств», відбулася 1 грудня 2014. В Україні прем'єра відбулась 11 грудня 2014 року.
Українською мовою назву фільмів переклали як «Хоббіт», попри те, що в перекладах книги вжито слово «гобіт», крім цього книжковий Ґандальф став «Ґендальфом», Більбо Торбин, перекладений так за настановами самого Толкіна, — «Більбо Беґінзом» і т. ін.. В студії Postmodern, що займалась дубляжем фільму, пояснили це тим, що намагалися обрати «найкращий і наймилозвучніший варіант перекладу».

## Сюжет

### Несподівана подорож
Гобіт Більбо Торбин пише книгу спогадів, адресовану його небожеві Фродо. Його історія починається в королівстві ґномів Еребор, що процвітало завдяки видобутку коштовних каменів і золота. Одного разу в товщі гори було знайдено Горикамінь — діамант, який король ґномів Трор зробив головним скарбом королівства. З часом Трор став жадібним, прагнучи накопичувати більше і більше золота. Ці багатства привабили дракона Смоґа, що спалив сусіднє людське місто Дейл, вигнав з Еребора ґномів та заволодів його скарбами. Король ельфів Трандуїл не схотів наражати свій народ на небезпеку і відмовився допомогти. Як наслідок гноми Еребору розійшлися Середзем'ям в пошуках кращого життя.
Минає 60 років, до Більбо приходить чаклун Ґандальф, який шукає охочих вирушити в одну пригоду. Більбо відмовляється і ховається в будинку, але чарівник ставить на дверях мітку. Ввечері до будинку Більбо з'являються в супроводі Ґандальфа непрохані гості, 13 гномів на чолі з Торіном Дубощитом, нащадком Трора. Вони сподіваються вирушити в похід, щоб повернути своє королівство, але для цього треба пробратися всередину гори Еребор. Для того їм потрібен майстерний злодій і зламувач замків, яким Ґандальф вважає Більбо. Гобіт відмовляється, але наступного ранку, зваживши, що іншої нагоди вирушити в подорожі не буде, наздоганяє ґномів і приєднується до них.
Уночі ґном Балін розповідає історію про битву біля Східних воріт Морії, іншого ґномського міста. Тоді Торін боровся з варварами орками і їхнього ватажка Азоґа та відрубав йому руку. В цей час Азоґ збирає нове військо у фортеці Дол-Ґулдур, щоб помститися і заволодіти багатствами Еребору. Незабаром починається злива, Більбо цікавиться чи може Ґандальф змінити погоду і той розповідає про цілий орден магів, які захищають світ від сил зла. Один з них — Радаґаст Брунатний, який дуже любить тварин і навіть покинув за турботою про них боротьбу зі злом. У цей час Радаґаст виявляє, що в його лісі якась чаклунська сила вбиває все живе і поширює чудовиськ.
Мандрівники зупиняються на привал біля руїн, виявляючи, що десь поруч є орки. Вночі, коли Ґандальф вирушає у своїх таємничих справах, ґномів і гобіта схоплюють тролі та готуються з'їсти. Більбо вигадує, що ґноми хворі й така їжа не піде тролям на користь. Поки ті думають що робити, Ґандальф повертається і валить скелю. Світанкове світло, що лине з-за неї, обертає тролів на камінь. У печері тролів маг і гноми знаходять скарби, а серед них ельфійські мечі. Більбо забирає собі чарівний клинок Жало, що світиться при наближенні ворогів.
Подорож продовжуються, але несподівано на мандрівників нападають орки. Рятуватися доводиться в ущелині, яка веде в ельфійське королівство Рівенділ. Король Елронд приймає гостей, хоч гноми не вельми раді цьому. Ґандальф розповідає про мету подорожі, Елронд, розглянувши на карті Торіна зачакловані написи, застерігає, що вхід до гори відкриється тільки в останній день осені. Азоґ тим часом довідується, що ґномів не вдалося схопити й посилає нових переслідувачів.
Ґандальф вирушає на зустріч із главою магів Саруманом, дорогою зустрівши Радаґаста, який передає тривожні новини. Ґандальф розповідає все, що довідався за минулі роки: орки збирають військо, з гір спускаються тролі і за цим стоїть загадковий Некромант з фортеці Дол-Ґулдур. Але Саруман вважає, що той перебільшує загрозу. Тоді Ґандальф демонструє захоплений у своїх пригодах меч Короля-чаклуна, котрий був давно похований. Це не переконує Сарумана, однак Елронд і ельфійська королева Ґаладріель розуміють — загроза реальна. Ґноми ж із Більбо потай ідуть з Рівендолу. Коли Ґаладріель запитує в Ґандальфа чому він обрав Більбо, той відповідає — бо зло поборюють добрі малі буденні вчинки й не треба для цього бути могутнім чаклуном.
Ґноми перетинають гори, де ледве рятуються від битви двох камінних велетнів у підземеллі. Торін вважає Більбо тягарем для нього, що не вміє нічого корисного. Ґандальф же виявляє зникнення друзів та біжить навздогін, щоб вберегти від ворогів, які можуть з'явитися на шляху. Меч Більбо світінням повідомляє про наближення ґоблінів, але це не допомагає уникнути їхнього полону. Ґобліни приводять гномів до свого короля Великого Ґобліна, що впізнає Торіна. Він замислює продати Торіна Азоґу за великі гроші. В цей час Більбо відбивається від решти і блукає підземеллями. Гобіт зустрічає істоту Ґолума, котрий у полюванні на ґобліна губить свій перстень. Підібравши його, Більбо пропонує Ґолуму зіграти в загадки, щоб вибратися з підземель. Якщо переможе він — Ґолум покаже вихід, а якщо Ґолум — той з'їсть Більбо. Торбин запитує, що лежить у нього в кишені (перстень), Ґолум не знає цього і змушений показати дорогу. Але скоро істота помічає зникнення персня й кидається навздогін. Тікаючи від Ґолума, Більбо випадково надягає перстень і стає невидимим. У цей час ґномам вдається, завдяки допомозі Ґандальфа, звільнитися з полону і вбити короля ґоблінів. Попри можливість вбити Ґолума біля виходу на поверхню, Більбо жаліє його та скоро знаходить гномів.
Загін Азоґа наздоганяє мандрівників і жене їх до урвища. Торін виходить на поєдинок проти Азоґа, але програє. Раптом Більбо нападає на лиходія, чим рятує Торіна і завойовує повагу ґномів. Ґандальф прикликає на порятунок гігантських орлів, які скидають орків зі скель. Азоґ тікає, сподіваючись помститися пізніше. Орли висаджують мандрівників неподалік від Еребору, але попереду ще лежить темний Морок-ліс. Торін просить вибачення перед Більбо і всі разом вирушають до гори. Та Смоґ, що сховався в купі золота, пробуджується.

### Пустка Смога
Торін Дубощит пригадує як він познайомився з Ґандальфом. Чарівник переконує Торіна відвоювати захоплене драконом Смоґом гномське королівство Еребор. Але Дубощит впевнений, що гноми не послухаються його, поки він не заволодіє реліквією, діамантом Горикаменем. Ґандальф пропонує свою допомогу в пошуках коштовності.
Після успішного спуску з Імлистих гір Більбо Беггінс, Ґандальф і гноми на чолі з Торіном ховаються від переслідування орків у домі перевертня Беорна. Орки бояться його і вирішують напасти на мандрівників, коли вони вирушать далі. Беорн дає їм своїх поні, а Ґандальфу коня. Загін добирається до Темнолісся — лісу, спотвореного силами зла. Тут, на початку єдиної безпечної ельфійської стежки, загін змушений розділитися: Торін і його гноми вирушають через Темнолісся до Самотньої гори, Ґандальф вирушає до гробниці Короля-Чародія, щоб перевірити чи бува, Король не повернувся. Некромант тим часом викликає Азога до фортеці Дол-Гулдур та наказує бути очільником легіонів орків. Орк не може йти проти волі Некроманта, але відмовитися від переслідування і вбивства свого заклятого ворога Торіна теж, тому вбити Торіна посилає свого поплічника Больга із загоном орків.
Гноми з Більбо звертають зі шляху і починають довгі блукання Темноліссям. Зрештою вони потрапляють у полон до гігантських павуків. Однак Більбо вдається вибратися з павутини та врятувати своїх супутників. У битві з павуками гномам на підмогу приходить патруль лісових ельфів на чолі з принцом Леголасом і капітаном варти короля — ельфійкою Тауріель. Павуки переможені, але замість того, щоб відпустити гномів, ельфи беруть їх у полон і приводять до палацу свого короля Трандуїла. Ельфи обшукують гномів і відбирають у них зброю. Більбо залишається невидимим під чарами персня, тим самим йому вдається уникнути полону. Невидимкою гобіт проникає у фортецю Трандуїла, щоб визволити друзів.
Трандуїл пропонує Торіну допомогу в поході до Самотньої гори в обмін на частину скарбів гномів. Але Торін не довіряє йому, адже Трандуїл не відгукнувся в минулому на прохання гномів Еребору про допомогу. Розлючений Трандуїл кидає всіх гномів до в'язниці. Тауріель вважає необхідним виступити проти сил зла, поки вони не завоювали сусідні землі, та Трандуїла не цікавлять справи сусідів.
Тікати з полону гномам допомагає Більбо, добувши ключі. Гноми ховають в бочках, які Більбо сплавляє вниз по річці до Озерного міста Есгарота, що неподалік Еребору. Під час втечі на палати Трандуїла нападають орки на чолі з Больгом. На допомогу прибуває Тауріель, безліч орків гине, але Кілі отримує поранення. В цей час Ґандальф зустрічає біля гробниці Радагаста й обоє довідуються, що Король-Чародій повернувся, які дев'ять Привидів Персня. А це означає одне — Саурон повернувся.
Загін гномів і гобіта виходить до озера. Щоб переправитися через нього, вони йдуть на угоду з човнярем Бардом з Озерного міста, який таємно — в бочках з рибою — переправляє їх в Озерне місто. Та гномів помічають, а Бард згадує пророцтво, що віщує знищення міста в разі повернення спадкоємця трону Еребору. Торін же переконує народ виступити разом з ним проти Смоґа в обмін на частку скарбів. Жадібний бургомістр охоче погоджується, Тільки Бард виступає проти, боячись, що похід до Еребору розбудить Смоґа.
Коли Трандуїл убиває полоненого орка, Леголас з Тауріель вирішують самотужки вирушити на пошуки союзників. Ґандальф же вирушає у Дол-Гулдур, однак Саурон бере його в полон. Хоча Саурон ще не має тіла, він відправляє легіони орків, ведені Азогом, на бій проти ельфів і людей, не знаючи, що Ґандальф відправив Радагаста з проханням про допомогу до Галадріель.
За підтримки бургомістра споряджені обладунками та зброєю гноми виступають у фінальний похід до Самотньої гори. В місті лишається тільки поранений Кілі та ще троє гномів. Решта досягають Самотньої гори в день Дуріна — останній день осені, коли можна відкрити двері в царство гномів. Однак ключ не спрацьовує, розчаровані гноми повертають назад. Лише Більбо не втрачає надії та розуміє, що чари спрацюють, коли дверей торкнеться останнє проміння осіннього сонця. Він відчиняє прохід, гноми входять у палати Еребора. Торін відправляє Більбо на пошуки Горикаменя. Більбо знаходить скарбницю і в ній легендарний камінь, але серед золота прокидається Смоґ, відчуваючи перстень. Більбо затримує дракона розмовами, та Смоґ здогадується, що гноми повернулися в Еребор. Відчуваючи лють дракона, Бард дістає Чорну стрілу — єдину зброю, що здатна здолати Смоґа, але якою не встиг скористатися його предок.
У цей час на Есгарот нападають орки, котрі шукають гномів. Гноми, що залишилися у місті та син Барда Баїн вступають з ними в бій. На допомогу саме встигають прибути Тауріель і Леголас. Ельфи допомагають відбити атаку орків і Тауріель виліковує Кілі. Орки дізнаються, що Торіна немає в місті, тому вирушають по його сліду до Еребору. Бард, користуючись панікою, прокрадається до встановленого на шпилі палацу бургомістра самостріла, але його ловлять люди бургомістра й ув'язнюють.
Гноми заманюють дракона в кузню в надії вбити Смоґа розплавленим золотом. Але той лишається цілим і вилітає з гори знищити місто, жителів якого підозрює у змові із гномами. Бард чує шум крил дракона і вимагає від варти випустити його, щоб поцілити в Смоґа Чорною стрілою. Більбо з руїн спостерігає за відльотом дракона.

### Битва п'яти воїнств
Події фільму починаються відразу ж після закінчення фільму «Хоббіт: Пустка Смога». Розлючений дракон Смог летить у бік Есгарота, Озерного Міста, з метою знищити його дощенту, вважаючи, що жителі міста допомогли Торіну Дубощиту, Більбо Беггінсу і решті гномів проникнути в Еребор. Одночасно Тауріель рятує дітей Барда і разом з Кілі і його супутниками намагається втекти зі знищуваного драконівським вогнем міста. Водночас, заарештований за наказом Бургомістра Бард Лучник, вибирається з в'язниці якраз в момент нападу дракона. У невеликій сутичці йому все-таки вдається вбити Смог, поціливши Чорною стрілою в єдине місце, не приховане бронею. Тіло дракона падає на човен бургомістра, убивши його. Озерне Місто, тим не менш, знищене. Бард стає на чолі народу Есгарота і переконує людей повернутися в Долл, звідки люди втекли після першого нападу Смога в давнину. Він вірить, що Торін дотримає свого слова і дасть частку багатств Ереборові для відбудови Долла. Вцілілий бургомістр втратив владу, хоча й сподівається повернути її завдяки золоту гномів.
Разом з іншими гномами Кілі йде за загоном Торіна Дубощита. Він добирається до Гори, де Більбо розповідає йому і його супутникам, що спадкоємець престолу зазнав тієї ж хвороби, що і його дід Трор свого часу, — під впливом незліченних скарбів ним заволоділа жадоба багатства. Як новий Король-під-Горою, Торін наказує замурувати вхід до міста, щоб ніхто не зазіхав на його скарби. Він посилає гномів шукати головну коштовність — Горикамінь, який Більбо переховує, боячись, що від нього Торін збожеволіє остаточно.
Водночас Ґендальф все ще перебуває в полоні у Саурона в Дол-Гулдурі. Мага рятує королева ельфів Геладріель, яка використовує власний Перстень — Ненью. Вона і Ґендальф зазнають нападу Примар Персня — назгулів на чолі з Королем-Чаклуном, але на допомогу несподівано приходять Елронд і Саруман. У сутичці їм вдається здолати Примар Персня. Але несподівано перед ними постає Саурон, Геладріель чаклунством виганяє його і назгулів з Дол-Гулдура, але всі розуміють, що перемога недовга. Король Елронд пропонує попередити людську державу Гондор про небезпеку, але Саруман перешкоджає цьому, запевняючи, що він сам розбереться з Сауроном. Радагаст відвозить Ґендальфа до себе додому, звідти Ґендальф їде до гори Еребор.
Азог Осквернитель веде армію орків до Одинокої Гори і дорогою зустрічає свого сина Больга. Той попереджає про потужну армію ельфів під проводом Трандуїла, яка прямує до Еребора, щоб забрати частку скарбу. Прослідкувавши за воєначальником Осквернителя, Леголас і Тауріель бачать його величезну армію, проти якої ельфам не встояти.
Армія Трандуїла прибуває до Одинокої Гори з вимогою віддати забрані в давнину гномами коштовності. Бард вирушає до Торіна переконати його віддати належне ельфам, щоб справа не дійшла до війни. Та Торін, засліплений жадобою багатства, відмовляється ділитися. Трандуїл об'єднується з людьми, щоб забрати скарби силою.
Друзі Торіна не згодні з поведінкою свого короля, але мусять слухатися і готуватися до бою. Торін дарує Більбо міфрилову кольчугу, яку Більбо передасть потім Фродо. В цей же час Ґендальф прибуває до руїн Долла, де зустрічає хобіта. Більбо передає Трандуїлу і Бардові потай викрадений Горикамінь. Наступного дня Королю-під-Горою висувають ультиматум — йому повертають Горикамінь в обмін на золото для народу Барда і коштовності, що належать ельфам. Торін не вірить, що камінь справжній, тоді Більбо зізнається, що викрав його як обіцяну свою частку. Розлючений Дубощит ледве не скидає хобіта зі стіни, але тут наближається військо гномського короля Залізних гір Даїна, викликане ним на підмогу.
Гендальф намагається переконати Даїна не воювати, адже наближається військо орків, яке знищить їх усіх, коли не об'єднатися. В цю мить з-за гір нападають орки. Трандуїл, дослухавшись до Ґендальфа, допомагає гномам, які опиняються під ударом. Торін у цей час хвилюється тільки за золото. Роздумуючи над почутим від своїх побратимів і предків, він усвідомлює, що загине, коли не пересилить свої гординю і жадібність. Разом зі своїми гномами він приходить на допомогу армії Даїна, а потім разом з Філі, Кілі та Дваліном вирушає до Воронячої Скелі, щоб знищити очільника орчої армії Азога та помститися йому за смерть батька.
У цей же час Тауріель і Леголас попереджають Трандуїла про другу орчу армію, яку веде Больг. Але той відмовляється продовжувати битву, вважаючи, що вже занадто багато ельфів загинуло в цій битві, і не пускає у бій Тауріель. Більбо вирушає попередити Торіна про військо Больга попереду. Азог вбиває Філі на очах у Торіна. Король-під-Горою вступає у фінальну сутичку з найлютішим ворогом, у той же час Тауріель зазнає нападу Больга. Кілі встає на її захист, але гине від рук орка. Леголас вступає в сутичку з Больгом і вбиває його.
У Битву п'яти воїнств вступають Радагаст, Великі Орли та Беорн, завдяки чому орків вдається здолати. У жорстокій сутичці на замерзлому водоспаді Азог програє Торіну, та це виявляється підступним обманом. Він несподівано нападає вдруге, завдавши смертельної рани. Однак і Торін встигає вбити свого ворога, здійснивши цим помсту. Помираючи, Торін просить вибачення у Більбо за свою поведінку в Ереборі.
Люди повертаються в Долл, а гноми готують святкування. Більбо вирішує тихо піти, але обіцяє гномам, що буде радий бачити їх в себе вдома, в Ширі. Леголас покидає свого батька, щоб вирушити на пошуки молодого вождя дунедайнів, якого всі знають як Мандрівника, а Тауріель горює над тілом закоханого в неї гнома Кілі. Більбо разом з Ґендальфом вирушають у Шир.
На кордоні із Широм Ґендальф розповідає, що весь цей час знав про Перстень, який Більбо знайшов в печерах Голлума. Однак, він ще не знає про його сутність. Після повернення Більбо виявляє, що його родичі Саквиль-Беггінси влаштували розпродаж його майна, думаючи, що Більбо вже мертвий. Хобіт проганяє докучливих родичів, але ті вимагають документа, який підтвердив би особу Більбо. Той показує договір з Торіном про його найм як викрадача. На питання хто такий Торін він відповідає — друг.
Минає 61 рік, Більбо виповнюється 111 років, він сидить у себе вдома, розглядаючи Перстень. У двері хтось стукає, це виявляється Ґендальф, чим починаються події «Володаря Перснів».

## Актори
| Персонаж                                   | Актор / Актриса     |
| ------------------------------------------ | ------------------- |
| Більбо Торбин                              | Мартін Фріман       |
| Більбо Торбин, в старості                  | Ієн Голм            |
| Ґандальф Сірий                             | Ієн Мак-Келлен      |
| Ельронд                                    | Г'юго Вівінг        |
| Ґолум                                      | Енді Серкіс         |
| Ґаладріель                                 | Кейт Бланшетт       |
| Торін Дубощит                              | Річард Армітідж     |
| Балін                                      | Кен Стотт           |
| Бофур                                      | Джеймс Несбі        |
| Ґлоїн, батько Ґімлі / Троль Вільям (голос) | Пітер Хемблтон      |
| Дорі / Троль Берт (голос)                  | Марк Хедлоу         |
| Норі                                       | Джед Брофі          |
| Кілі                                       | Ейдан Тернер        |
| Філі                                       | Дін О'Горман        |
| Двалін                                     | Грем Мак-Тавіш      |
| Оін                                        | Джон Каллін         |
| Бомбур                                     | Стівен Хантер       |
| Орі                                        | Адам Браун          |
| Біфур / Троль Том (голос)                  | Вільям Кірхер       |
| Фродо Торбин                               | Елайджа Вуд         |
| Радаґаст Бурий                             | Сильвестр Мак-Кой   |
| Саруман Білий                              | Крістофер Лі        |
| Смог / Некромант                           | Бенедикт Камбербетч |
| Верховний Ґоблін                           | Баррі Хамфріс       |
| Трандуїл                                   | Лі Пейс             |
| Леґолас                                    | Орландо Блум        |
| Трор                                       | Джеффрі Томас       |
| Траін II                                   | Майкл Мізрахі       |
| Ліндір, ельф Рівенділа                     | Брет Мак-Кензі      |
| Азоґ                                       | Ману Беннетт        |
| Ґоблін                                     | Джеймс Треві-Браун  |
| Больґ                                      | Конан Стівенс       |
| Троль Том                                  | Вільям Кірхер       |
| Троль Вільям                               | Пітер Хемблтон      |
| Троль Берт                                 | Марк Хедлоу         |
| Язнеґ                                      | Джон Роулс          |
| Ворріворт, гобіт з Шира                    | Тімоті Бартлетт     |
| Молодий Траін                              | Томас Робінс        |
| Тауріель                                   | Еванджелін Ліллі    |

## Музика
Музика до серії фільмів «Хоббіт» була написана, спродюсована та оркестрована й диригована Говардом Шором, який створив музику до всіх трьох фільмів «Володар перснів». Запис першого фільму розпочався 20 серпня 2012 року на студії Abbey Road Studios. Другий і третій фільми були записані у Новій Зеландії.
На відміну від «Володаря перснів», який отримав розширене видання лише після 2005 року, кожен саундтрек до фільмів серії «Хоббіт» вийшов на двох компакт-дисках тривалістю дві години. Музика містить 64-70 нових лейтмотивів, близько 40 лейтмотивів, що повертаються з трилогії «Володар перснів», а також різноманітні неоркестрові інструменти, включаючи волинку, диджеріду та цілий гамеланський оркестр.
Музику до «Несподівана подорож» переважно виконували Лондонський філармонічний оркестр, London Voices та хор Tiffin' boy, хоча Джексон і Шор обрали Новозеландський симфонічний оркестр для музики до «Пустка Смоґа» і «Битва п'яти воїнств». Додаткові музиканти, в тому числі два гамеланські оркестри, а також хор «Лондонські голоси» і хор «Тіффіні Бойз», доповнили оркестр. Музиканти Ніл Фінн та Ед Ширан зробили свій внесок у партитуру, а також деякі актори, включаючи Річарда Армітеджа та акторів гномів, Джеймса Несбіта та Баррі Гамфріса (у розширеному виданні). Партії сопрано виконали Клара Санабрас та Грейс Девідсон.